# Athetis excurvata
Athetis excurvata är en fjärilsart som beskrevs av Antonius Johannes Theodorus Janse 1940. Athetis excurvata ingår i släktet Athetis och familjen nattflyn. Inga underarter finns listade i Catalogue of Life.